# Insula James

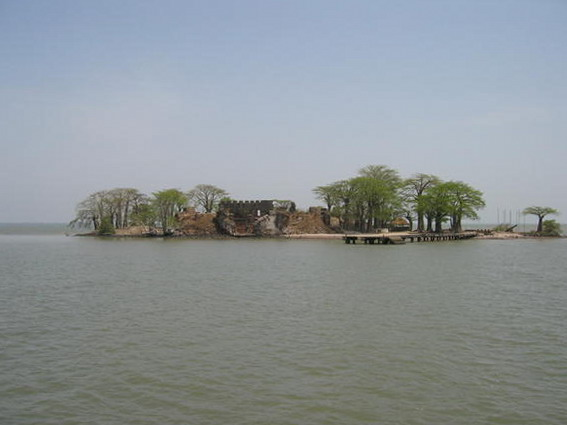
Insula James de pe râul Gambia

Insula James este o insula de pe râul Gambia, aflată la 30 km de gura râului, în apropiere de Juffureh, în Gambia. Pe insulă se află un fort cunoscut sub numele de Fort James, construit de coloniștii olandezi și preluat ulterior de cei britanici. Se găsește la mai puțin de două mile de Albreda, localitate aflată pe malul de nord al râului, localitate ce a servit unui scop similar pentru Franța.
Insula James este o insulă în răul Gambia ,la 30 d km d gura d vărsare și aproape de Juffersh în Gambia.Are o fortăreață cunoscută drept fortăreața James.este la mai puțin de 2 mile de Albreda pe malul nordic al râului care a servit cu un scop similar pt francezi.  

## Istorie
Primii coloniști europeni ai insulei au fost germanii baltici din ducatul Curlandei și Semigaliei, care aveau de asemenea alte posesiuni coloniale în zonă. Au numit-o insula Sf. Andrei cu toate că puterea regală britanică o donase înainte unor două companii separate în 1588 și 1618. În 1651 coloniștii au construit o fortăreață pe care au numit o fortăreața Jacob, după Jacob Kettler, ducele Curlandei, și au folosit-o ca bază pentru comerț. 
Britanicii au renumit-o Insula James și fortăreața James după James, ducele de York, mai târziu Regele Iacob al II-lea al Angliei. Royal Adventurers în Africa Company a administrat teritoriul pe care la folosit inițial pentru comerțul cu aur și fildeș și mai târziu pentru comerțul cu sclavi. La 1 august 1669, compania a subînchiriat administrația aventurilor Gambiei. În 1684, compania regală africană a preluat administrația.
În 1695 francezii au capturat fortăreața James după o bătălie cu marinarii englezi. Fortăreața a fost distrusă și reconstruită de mai multe ori în confictele dintre britanici, francezi și pirați. La 13 iunie 1750 compania de comerț din Africa și-a asumat administrația Gambiei. Între 25 mai 1765 -11 februarie 1779, Gambia a făcut parte din British Senegambia. 
Terenurile aflat în amele părți ale guri de revărsare a râului Gambia au fost construite cu intenția specifică de a zădărnici comerțul cu sclavi odată ce a devenit ilegal în imperiul britanic după trecerea actului de desființare în 1807. Aceste terenuri și cu insulă au fost abandonate în 1870.

## Moștenirea
Ca un important loc istoric în vestul african al comerțului cu sclavi, se vrea acum ca Unesco World Heritage Site, împreună cu locurile care fac legătură incluzând Albreda, Jufferh și fortăreața Bullen. insula james suferă de eroziuni grele, și este acum o șesime din mărimea ei din timpul fortăreței. Au rămas unor clădiri britanice administrative (incluzând o singură celulă, aparent folosită pentru a adăposti cei mai problematici dintre captivi) și un număr de schelete de copaci rămase. Ruinele au fost stabilite și protejate. 